# Плешевица
Плешевица (на гръцки: Κολχική, Колхики, до 1928 година Πλησεβίτσα, Плисевица) е село в Република Гърция, в дем Лерин (Флорина), област Западна Македония.

## География
Селото е разположено в Леринското поле, на 7 километра югоизточно от демовия център Лерин и на 3 километра южно от демовия център Кучковени.

## История

### В Османската империя
В „Етнография на вилаетите Адрианопол, Монастир и Салоника“, издадена в Константинопол в 1878 година и отразяваща статистиката на населението от 1873 година, Плешеница (Pléchénitza) е показано като село в Леринска каза с 200 домакинства и 405 жители мюсюлмани и 308 жители българи.
В 1900 година според Васил Кънчов („Македония. Етнография и статистика“) в селото живеят 700 арнаути мюсюлмани.
На Етнографската карта на Битолския вилает на Картографския институт в София от 1901 година Плешовица (Плещевица) е чисто албанско село в Леринската каза на Битолския санджак с 80 къщи.

### В Гърция
През Балканската война в 1912 година в селото влизат гръцки части и след Междусъюзническата в 1913 година селото остава в Гърция. Тогава селото е изгорено от гърците. Боривое Милоевич пише в 1921 година („Южна Македония“), че Плишевица има 80 къщи арнаути мохамедани. Мюсюлманското му население се изселва и на негово място са настанени понтийски гърци, бежанци от Турция. В 1928 година Плешевица е чисто бежанско с 95 бежански семейства и 367 жители бежанци.
По време на Гражданската война жителите на селото все още нямат църква и използват като храм старата турска джамия.
В 1981 година селото има 315 жители. Според изследване от 1993 година селото е чисто бежанско като „понтийският език“ в него е запазен на средно ниво.
| Име         | Име          | Ново име | Ново име  | Описание                                                     |
| ----------- | ------------ | -------- | --------- | ------------------------------------------------------------ |
| Дълбоки дол | Λαμπογκιντόλ | Химарос  | Χείμαρρος | реката на Ю от Плешевица, във водосборния басейн на Сакулева |

Преброявания
- 1981 - 315 души
- 2001 - 256 души
- 2011 - 231 души